# DoReDoS
DoReDoS er et Moldovisk band der består Marina Djundiet, Eugeniu Andrianov og Sergiu Mîța, de repræsenterede Moldova i Eurovision Song Contest 2018 med sangen "My Lucky Day" De opnåede en 10. plads i finalen.